# Copernicum (tijdperk)
| Maan-tijdschaal | Maan-tijdschaal | Maan-tijdschaal   |
| Periode         | Epoche          | Tijd geleden (Ma) |
| --------------- | --------------- | ----------------- |
| Copernicum      | Copernicum      | heden - 1100      |
| Eratosthenium   | Eratosthenium   | 1100 - 3200       |
| Imbrium         | Laat            | 3200 - 3800       |
| Imbrium         | Vroeg           | 3800 - 3850       |
| Nectarium       | Nectarium       | 3850 - 3920       |
| Prenectarium    | Bekken Groepen  | 3850 - 4150       |
| Prenectarium    | Crypticum       | 4150 - 4567       |

Het Copernicum is een periode uit de geologische tijdschaal van de Maan, die van 1100 miljoen jaar geleden tot heden duurt. De ondergrens van het Copernicum (1100 Ma) wordt gelegd bij het voorkomen van inslagkraters met lichtgekleurde stervormige straalsystemen (de lichte kleur wordt verondersteld typisch te zijn voor jonge inslagen, waarvan de ejecta nog niet de kans hebben gehad te verweren, waardoor ze donkerder zouden worden).
De krater Copernicus, waar de periode naar genoemd is, is een goed voorbeeld van zo'n jonge inslagkrater, maar de vorming van deze krater is niet de grens tussen het Copernicum en de voorgaande periode, het Eratosthenium. Het Copernicum is de minst actieve periode uit de geschiedenis van de Maan, men veronderstelt dat de Maan geologisch gezien inactief is geworden op de overgang tussen het Eratosthenium en het Copernicum.

## Definitie
De ondergrens van het Copernicum is gedefinieerd als de ouderdom waarvan nog lichtgekleurde straalsystemen bestaan. Oudere straalsystemen zijn donkerder gekleurd door verwering in de ruimte. Deze definitie is echter recentelijk onder vuur komen te liggen. Critici beweren dat lichtgekleurde straalsystemen ook kunnen wijzen op een andere chemische samenstelling van de ejecta, zodat de kleur geen goede maat voor de ouderdom van de inslagkrater kan zijn.

## Relatie met detijdschaal van de Aarde
Het Copernicum valt samen met het era Neoproterozoïcum en het eon Fanerozoïcum. Dit zijn de tijdperken waarin op Aarde het meercellige leven ontstond en zich ontwikkelde en waarin verreweg het grootste gedeelte van alle gesteenten aan het aardoppervlak gevormd werden. Een dergelijke vergelijking tussen de Aarde en Maan laat daarom goed zien hoe oud het oppervlak van de Maan relatief is; en hoe relatief geologisch actief de Aarde.